# Stanisław Antoni Szczuka
Stanisław Antoni Szczuka herbu Grabie, ps. „Candidus Veronensis, Szczerota Prawdzicki” (zm. 19 maja 1710 w Warszawie) – podkanclerzy litewski w 1699 roku, referendarz koronny w 1688 roku, regent kancelarii większej koronnej w latach 1684–1688, cześnik wiski w 1682 roku, sekretarz królewski w 1675 roku, starosta lubelski w latach 1687–1710, pisarz polityczny.

## Życiorys
Wczesną młodość spędził w Wilnie. Syn wojskowego Stanisława Szczuki i Zofii Szpilewskiej z Neronowiczów. Urodził się w średniozamożnej rodzinie szlacheckiej i edukował się w Wilnie i Krakowie. Po rodzicach odziedziczył jedynie dobra Rady w powiecie upickim koło Poniewieża na Litwie. Dzięki swoim umiejętnościom oraz protekcji związanego z dworem Kazimierza Szczuki doszedł do wysokich godności, a dzięki żonie do znacznego majątku. Kształcił się w Akademii Krakowskiej, przez kilkanaście miesięcy poznawał funkcjonowanie prawa w trybunale lubelskim. Był podczaszym wiskim.
Od roku 1675 był sekretarzem Jana III Sobieskiego, a od 1684 regentem kancelarii koronnej. W 1683 jako rotmistrz husarski wziął udział w odsieczy Wiednia. Deputat do konstytucji z Wielkopolski w 1685 roku. W tym okresie otrzymał od króla Sobieskiego w dożywocie Radzyń Podlaski z okolicami. W 1688 został referendarzem wielkim koronnym. W 1690 był wysłannikiem i posłem Rzeczypospolitej Obojga Narodów do Królewca, gdzie odebrał w imieniu Rzeczypospolitej hołd od stanów Prus Książęcych. W 1693 roku kupił miasto Biłgoraj.
W dniu 6 lutego 1695 roku poślubił Konstancję Marię Annę Potocką, córkę starosty jabłonowskiego Bogusława Potockiego, która wprowadziła go do magnackiej rodziny Potockich i wniosła mu posag w wysokości 140 tys. złotych. W związku ze ślubem Szczuka nakłonił żonę do porzucenia kalwinizmu na rzecz katolicyzmu.
W 1699 Szczuka został podkanclerzym W. Ks. Litewskiego, ale nie zaspokajało to jego ambicji. Poseł na sejm 1692/1693 roku, sejm 1693 roku, sejm 1695 roku z województwa lubelskiego i ziemi łukowskiej.
W 1697 roku był elektorem Augusta II Mocnego z ziemi wiskiej, pułkownikiem ziemi wiskiej i posłem na sejm elekcyjny. W związku z nieufnością jaką go darzył król August II i brakiem nominacji, Szczuka w 1706 roku zmienił stronę i stał się zwolennikiem Stanisława Leszczyńskiego.
Jako marszałek sejmu prowadził niezwykłe obrady sejmu od 17 października 1688 do 1 kwietnia 1689 i sejmu 16 czerwca–30 lipca 1699 w Warszawie. Był posłem województwa lubelskiego i ziemi łukowskiej na sejm konwokacyjny 1696 roku. Po zerwanym sejmie konwokacyjnym 1696 roku przystąpił 28 września 1696 roku do konfederacji generalnej. Był elektorem Augusta II Mocnego w 1697 roku. W styczniu 1702 roku podpisał akt pacyfikacji Wielkiego Księstwa Litewskiego. Był uczestnikiem Walnej Rady Warszawskiej 1710 roku.
Był wybitnym pisarzem politycznym i mówcą sejmowym. Proponował reformę szkolnictwa, m.in. poprzez założenie w Polsce publicznych szkół utrzymywanych przez skarb państwa. Był jednocześnie fanatycznym katolikiem, sądzącym się z kalwinistami, których zbory w swoich dobrach zamykał i niszczył.
Około 1689 roku rozpoczął budowę prywatnego miasta i barokowej rezydencji w Szczuczynie, gdzie ufundował też kościół i klasztor zakonu Pijarów. Około 1689 roku wybudował swoją rezydencję – dwór w Winiarach według projektu Augustyna Locciego, obecnie Muzeum Kazimierza Pułaskiego w Warce.
Zmarł 19 maja 1710 roku w Warszawie na zapalenie płuc w wieku 56 lat i został pochowany w kościele w Szczuczynie.

## Twórczość

### Dzieła
- Respons posła bez interesu na informację paszkwilową pseudo ministrów status, wyd. 1688
- Powitanie od Izby poselskiej króla Jegomości... na sejmie roku 1699, brak miejsca i roku wydania, przedr. J. Daneykowicz Ostrowski Swada polska i łacińska, t. 2, Lublin 1747; rękopis znajdował się w Ossolineum, nr 492/II
- Responsum illustrissimis et excellentissimis dominis comiti Weling et secretario status Hermelino, legatis Sueciae, gratulantibus pacem Saxonicam serenissimo Stanislao regi Poloniae, nomine eiusdem, brak miejsca wydania 1706
- Contestatio gratiarum sacrae regiae majestati Sueciae, a senatorio et equestri ordine Poloniae, per... exhibita, in Saxonia in pago Alt-Ransteda, brak miejsca wydania 1706; rękopis w Ossolineum, nr 297/II
- Eciipsis Poloniae orbi publico demonstrata. Authore Candido Veronensi. Anno 1709 (Warszawa) 1709; wyd. następne razem z przekł. polskim: Zaćmienie Polski światu powszechnemu wykazane przez Szczerotę Prawdzickiego, przekład i wyd. F. K. Kluczycki, Kraków 1902 (tekst łaciński i polski)
- niektóre mowy i listy wyd. J. Daneykowicz Ostrowski Swada polska i łacińska, t. 1-2, Lublin 1745–1747; rękopisy jego mów znajdują się w: Bibliotece Jagiellońskiej, nr: 101, 213, 910; Ossolineum, nr: 233/II, 295/II, 297/II, 298/II, 305/II, 348/II, 449/II, 458/II, 650/I, 723/I, 732/I, 733/I, 1447/II.

### Listy i materiały
- Do króla Jana III z roku 1688, rękopis: Biblioteka Jagiellońska nr 213
- Do J. Małachowskiego z roku 1689, rękopis: Ossolineum nr 11888/II
- 4 listy z roku 1690, rękopis: Ossolineum nr 876/I
- Do nieznanego z nazwiska adresata z roku 1695; do K. Zawiszy z: 20 marca i 5 listopada 1708; od K. Zawiszy z 20 listopada 1707; rękopis: Ossolineum nr 348/II
- Do króla Jana III, brak roku, rękopis: Biblioteka Jagiellońska nr 1151
- List z 26 grudnia 1699, rękopis: Ossolineum nr 448/II; kopia listu: Ossolineum nr 233/II
- List z 27 października z Radzyna do Warszawy, rękopis: Ossolineum nr 271/III
- Od S. Proskiego z lat 1691–1696, rękopis: Ossolineum nr 409/II
- Od króla Jana III z 30 czerwca 1694, 3 maja 1695; królowej Marii Kazimiery z: 14 i 26 maja oraz 2 sierpnia 1697; M. Warszyckiego z lat 1694–1696; S. Proskiego z lat 1694–1695; S. Dąbskiego, M. Radziejowskiego, M. Święcickiego i in. z lat 1691–1699; rękopis: Ossolineum 407/II
- Od: M. Święcickiego, J. Gomolińskiego, J. Kryszpina, S. Święcickiego, M. Popławskiego, L. Załęskiego, J.W. Przerębskiego i in. z lat 1694–1698; rękopis: Ossolineum nr 799/I
- Od: M. Radziejowskiego, J. Małachowskiego, J. Zbąskiego, K.J. Szczuki, S. Święcickiego, S. Dąbskiego, J. Załuskiego, K. Brzostowskiego i in. z lat 1694–1698; rękopis: Ossolineum nr 800/I
- Od J. Wiśniowieckiego z 26 marca 1702; rękopis: Ossolineum nr 287/II
- Od A. Ch. Załuskiego z 25 kwietnia 1702; rękopis: Ossolineum 449/II
- Od M. Radziejowskiego z: 26 listopada 1702 i 13 czerwca 1705; rękopis: Ossolineum nr: 233/II, 504/I
- Od K. Hohendorfa, rękopis (kopia z roku 1884): Ossolineum nr 7280/I
- Od M. Radziejowskiego, rękopis: Ossolineum nr 270/II.

### Utwory o mylnym autorstwie
- Rozmowa ziemianina z sąsiadem (broszura), wyd. 1733 – autorstwo przypisywane mylnie Szczuce

## Portrety Stanisława Antoniego Szczuki oraz pomnik
Rzeczywisty wygląd Stanisława Antoniego Szczuki przedstawiają portrety: fundatora kościoła w Szczuczynie, portret trumienny i portret półpostaci w zbroi z buławą ze Lwowskiej Galerii Obrazów. Popularny, powszechnie publikowany całopostaciowy portret Stanisława Antoniego Szczuki w stroju polskim, znajdujący się w galerii Pałacu w Wilanowie, został namalowany przez nieznanego malarza ok. 1735–1740, co oznacza, że powstał ok. 30 lat po śmierci Stanisława Antoniego Szczuki. Jest to portret imaginacyjny, który cechuje brak podobieństwa do powyższych portretów. Przypuszczalnie powstał na zamówienie wnuczki Stanisława Antoniego Szczuki, Marianny z Kątskich Potockiej, zmarłej w 1768, matki Stanisława Kostki Potockiego. Podobnie sporządzony na podstawie całopostaciowego portretu w galerii w Wilanowie rysunek Polkowskiego dla „Tygodnika Ilustrowanego” z 1862 roku jest wizerunkiem imaginacyjnym.
W 2014 r. w Szczuczynie odsłonięto pomnik Szczuki autorstwa Roberta Sobocińskiego